# Parc naturel régional de la Gola della Rossa et Frasassi
Le parc naturel régional de la Gola della Rossa et Frasassi est un espace naturel protégé créé par la région des Marches en 1994 dans la province d'Ancône,.

## Territoire
C'est la plus grande zone protégée de la région des Marches.
Le territoire du parc concerne les communes de Serra San Quirico, Genga (avec les célèbres grottes de Frasassi), Arcevia, Cerreto d'Esi et Fabriano, une zone encore immergée dans une nature intacte et prospère.
À l'intérieur du parc se trouve également l' ermitage de Grottafucile  surplombant la Gola della Rossa, le temple néoclassique de Valadier et l' ermitage de Santa Maria Infra Saxa.
Le parc est un site d'importance communautaire (SIC-IT5320017) du Réseau Natura 2000.

## Problèmes environnementaux
L'allure naturelle des gorges de la Rossa et de Frasassi est menacée par l'ouverture continue de carrières, dont l'impact sur la nature et le tourisme ne semble pas suffisamment pris en compte par les milieux politiques locaux. Parfois, le manque d’infrastructures rend difficile l’utilisation du parc lui-même.

## Randonnée
Le parc régional, avec ses 35 sentiers officiels, offre d'innombrables possibilités de promenade.

## Galerie

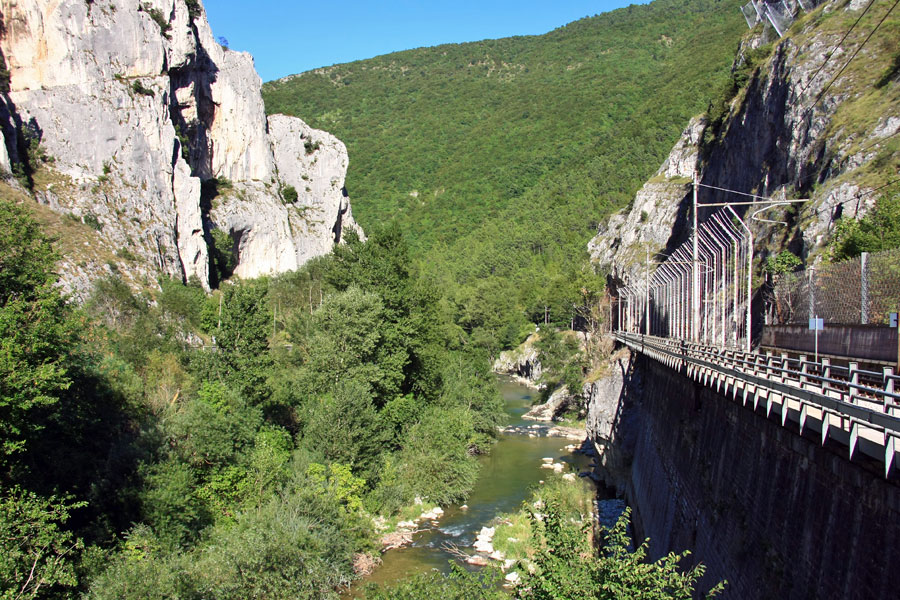
Les gorges della Rossa.
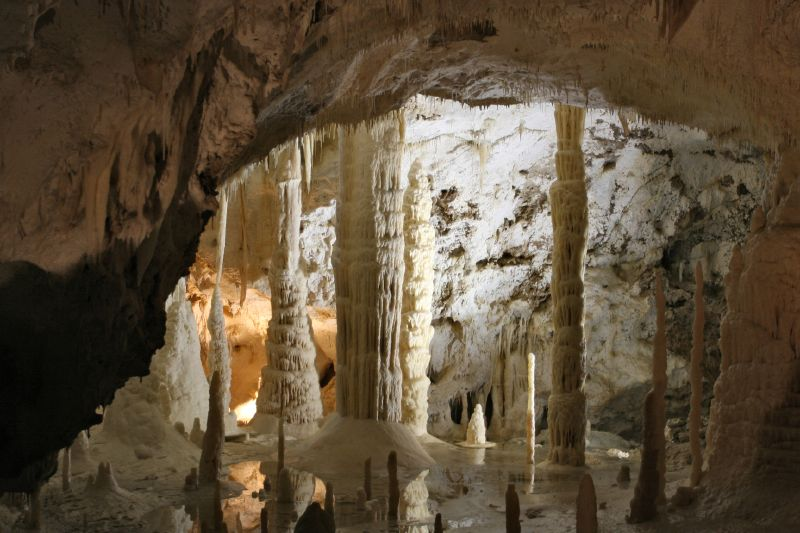
La grotte de Frasassi.
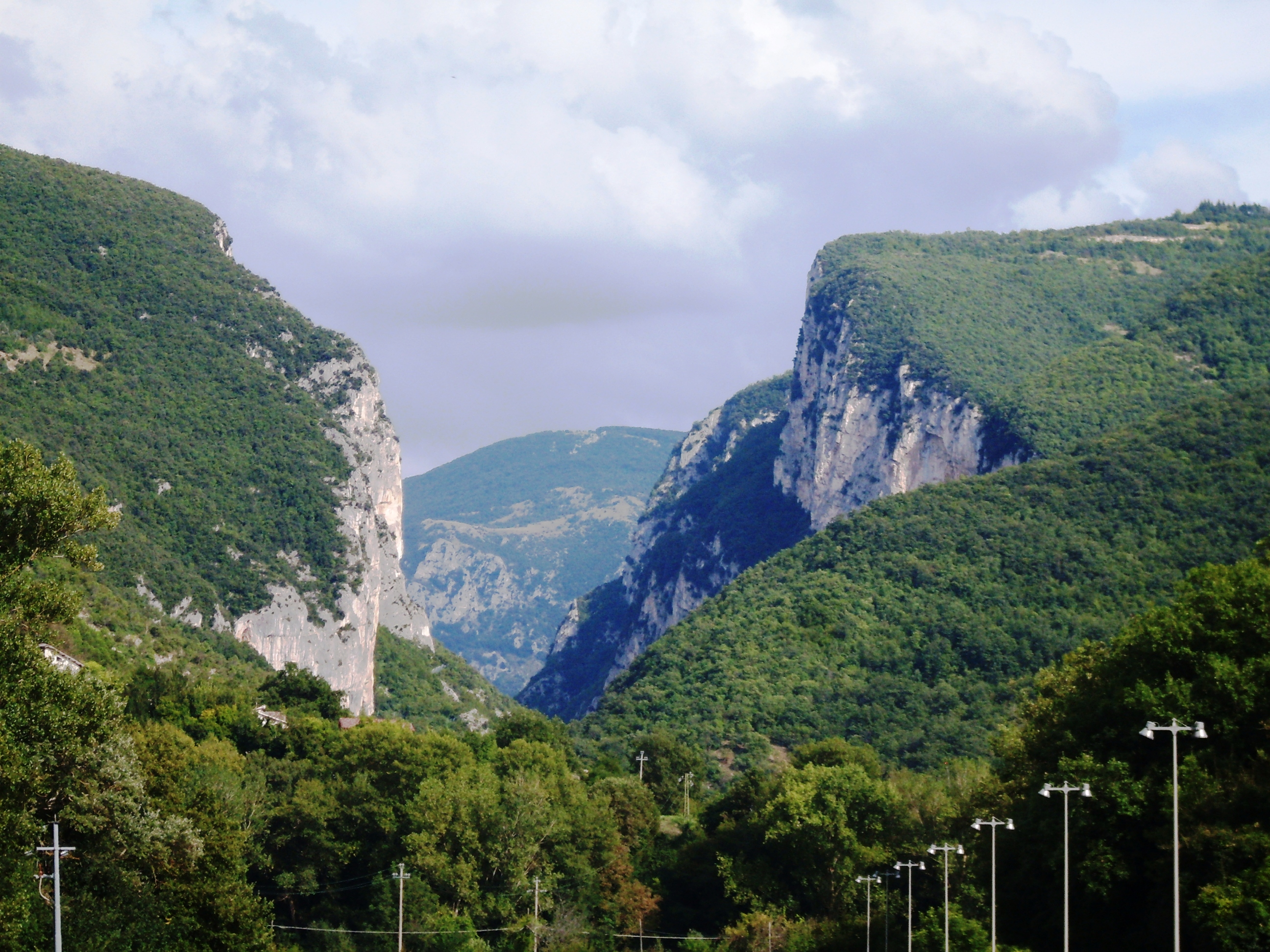
Les gorges de Frasassi.
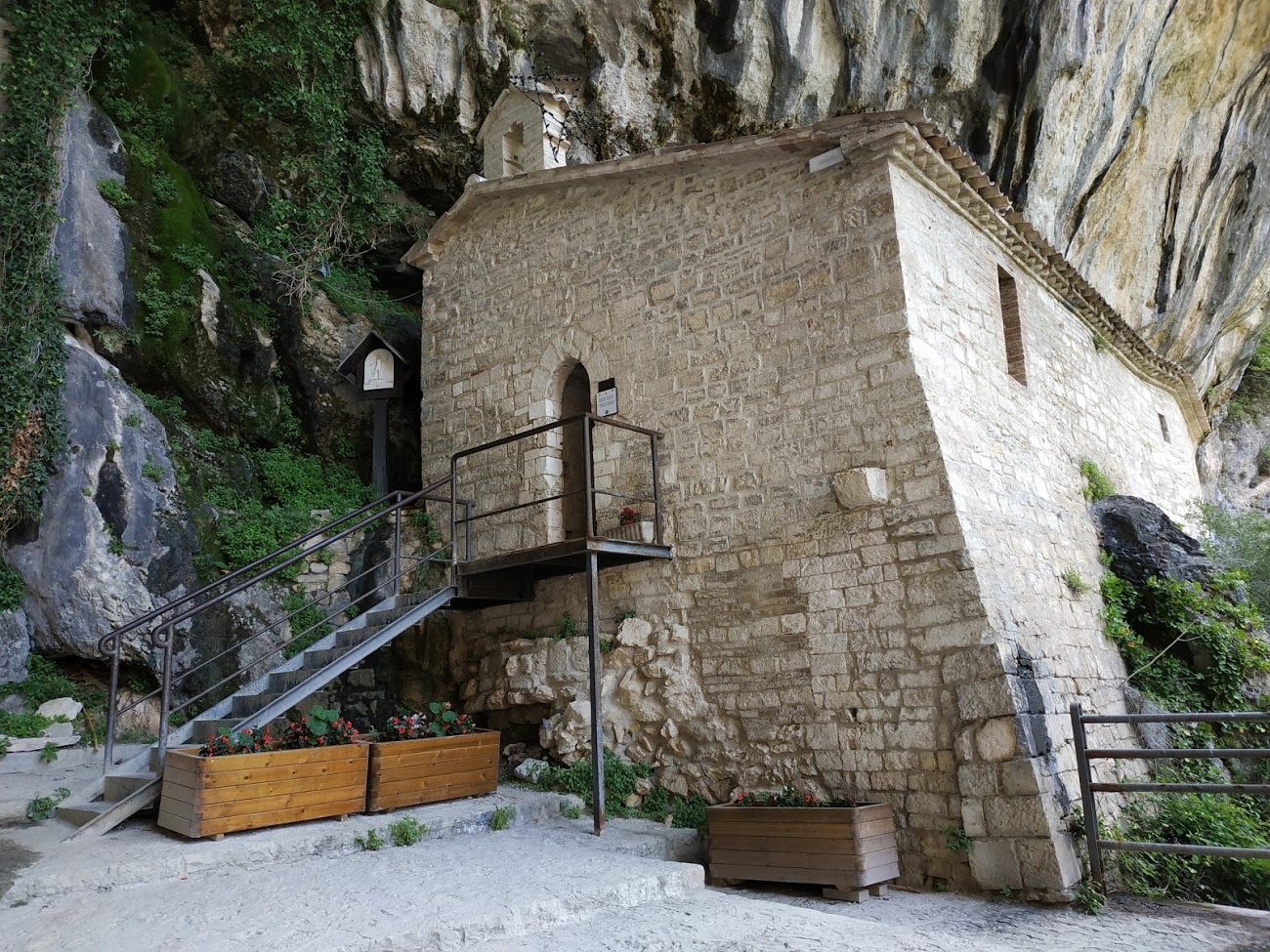
L'ermitage de Santa Maria Infra Saxa.